# DataScope
DataScope（データスコープ）は、1998年に京セラが発売したPHS端末。後にPDCモデルも発売された。320×200ドットのモノクロ液晶画面を持ち、ユーザーアプリケーションを登録できるなど、スマートフォンのはしりと考えられている。

## 外形
二つ折りタイプ。一方のほぼ全面が緑地に黒のモノクロSTN液晶画面となっており、320×200ドットの表示領域を実現している。もう一方はキーボードで、カバーを外すとType IIのPCカードとなり、ノートPC等に直接接続できる。この形状は、開発のベースとなった IBM の ChipCard VW-200 と共通しているが、厚みや重量は大幅に異なる。
サイズは 55×108×27 mmで、重量は175g。1998 年当時の基準で見ても、PHS端末としては破格の大きさである。

## モデル
DS-110DataScopeシリーズ最初の製品。DDIポケット（現 Y!mobile）のPHS端末として使える。1997年 発売。
DS-320DS-110ではオプション扱いだったPIAFSやαデータが標準装備されている。またメニューがアイコン化されるなど、細部の変更も行われている。ただしDS-110に比べてシステムで使用するメモリ領域が大きくなり、空き領域が減少している。
DataScope for DoCoMo通信部を PHS からNTTドコモの携帯電話に変更したモデル。

## 通信機能

### DS-110
PHS音声通信が可能である。公衆モードのほか、室内モードとトランシーバーモード、それらの自動切換えモードをサポートしている。
データ通信は、PCカード型のモデムとして使う形態と、DS-110単体でパソコン通信に接続する形態がある。当初単体では TCP/IP に未対応。
発売当初は2400bpsみなし音声のみだった。
PIAFSには別売りソフトウェアで対応したが、当初はDS-110のハードウェアでは処理が追いつかないとして、モデムとしての使用時にノートPCのCPUでPIAFS処理を行う方式のため、専用のデバイスドライバを使う必要があった。後にDS-110のCPU だけで実現できるようになり、単体使用時もPIAFS通信が可能となった。またモデムとして使用する際も標準モデムのインターフェイスでPIAFSを提供できるようになり、専用のドライバが提供されないOSからも使用できるようになっている。
別売りでα-DATA用アダプタが提供された。これを接続することで、DDI ポケット独自の通信方式であるα-DATAに対応した。
ショートメッセージサービスである Pメール は、販売時には受信のみが可能で、京セラが配布したユーザーアプリケーションを導入することで送受信可能となる。後継規格であるライトメールには対応していない。

### DS-320
DS-110と同様、PHS端末である。
データ通信において、2400bpsみなし音声が廃止され、PIAFSとα-DATAが標準搭載された。

### DataScope for DoCoMo
通信方式をNTTドコモの9600bps携帯電話に変更している。ブラウザ、Eメール、のほかにNTTドコモが当時展開していた10円メールが利用できた。その後登場するiモードやiモードメールには対応していない。

## ユーザーアプリケーション
標準搭載のソフトウェアに加えて、ユーザーアプリケーションを4つまで導入できる。導入は、PCカードとしてWindows 3.1機およびWindows 95機に接続した状態で、専用の制御プログラムを使って行う。
アプリケーション開発キットは、無償で希望者に配布された。また、前述のPメール・アプリケーションのように、京セラが作成・配布したものもある。
アプリケーションはインストール・イメージの段階で物理アドレスを固定する必要があり、同時に使用するアプリケーションのアクセス範囲が衝突しないよう、事前に調整する必要があった。これは、自作アプリケーションだけを使うならともかく、第三者が公開しているアプリケーションを使う際には大きな障害となる。この制約を回避するため、アプリケーションを独自のフォーマットでデータとして導入し、メニューで選択されたアプリケーションをメモリ上に展開してから起動するユーザーアプリケーションが、有志によって公開された。

## オプション

### ID セパブルシステム
バイブレーション機能を本体ではなく、独立したユニットとしたもの。着信時に本体から微弱な電波を発し、バイブレーションユニットがその電波に反応して振動する。本体をバッグ等に入れた場合でも、バイブレーションユニットだけを身につけることで、無音で着信を知ることができる。
バイブレーションユニットは単4乾電池1本を電源とし、ベルトに装着するための着脱可能な金具が付属している。57×38×13mmで、外見は歩数計に似ている。
本体から約1mの範囲で動作する。他人のユニットが反応することを防ぐため、バイブレーションユニットには3桁の数字からなるIDが割り当てられている。本体にこのIDを設定し、対応するユニットだけを振動させる。
当時の京セラ製PHS・携帯電話端末で標準装備されていた。DataScope全モデルでも採用されており、for DoCoMo のものは若干形状が異なる。本体には振動する機能がないので、このユニットを紛失した場合はバイブレーション機能を使えない。